# 田中鉄三郎
田中 鉄三郎（たなか てつさぶろう、1883年（明治16年）1月20日 - 1974年（昭和49年）12月2日）は、大正時代から昭和時代の日本の銀行家、実業家。満州中央銀行や朝鮮銀行の総裁を務めた。

## 経歴
旧鹿島藩士で沖縄県学務課長や師範学校長、佐賀県藤津郡郡長などを務めた田中馨治の三男として佐賀県藤津郡高津原村（後に南鹿島村、現在は鹿島市高津原）に生まれる。1907年（明治40年）、東京帝国大学政治学科を卒業する。1909年（明治42年）に日本銀行に入行し、1917年（大正6年）から1920年（大正9年）にかけてロンドン代理店監督役付を務め、第一次世界大戦の賠償会議に委員として参加する。1929年（昭和4年）ロンドン代理店監督となる。以後1933年（昭和8年）に帰国するまで、多くの会議に参加し、国際連盟財政委員会委員などを歴任する。
帰国後、文書局長、大阪支店長を経て、1935年（昭和10年）理事に就任。1936年（昭和11年）日銀を退職し、満州中央銀行総裁に就任した。1942年（昭和17年）、朝鮮銀行総裁となり、1945年（昭和20年）退職。戦後は公職追放されたが、解除後外務省顧問、日本海外移住振興株式会社社長などを歴任した。1965年（昭和40年）には生家と600坪の土地を母校の佐賀県立鹿島高等学校に寄付している。墓所は青山霊園。

## 親族
- 実姉：中野万亀[2]
- 義理の叔父：原忠順 - 貴族院多額納税者議員

## 著書
- 『恐慌渦中の国際経済』など。